# Борщовичи
Борщо́вичи (укр. Борщовичі) — село в Новоярычевской поселковой общине Львовского района Львовской области Украины.
Население по переписи 2001 года составляло 2258 человек. Занимает площадь 5,345 км². Почтовый индекс — 81124. Телефонный код — 3230.